# Mummy Ridge
Mummy Ridge (englisch für Mumiengrat) ist ein Bergkamm im ostantarktischen Viktorialand. Als Teil der Destination-Nunatakker ragt er 1,5 km östlich des Pyramid Peak auf.
Der Bergkamm wurde vom neuseeländischen Geologen Bradley Field vom New Zealand Geological Survey zwischen 1981 und 1982 erkundet. Field benannte ihn in Anlehnung an die Benennung des Pyramid Peak und des Sphinx Peak, die gleichfalls nach Stereotypen der ägyptischen Antike benannt sind.